# Eray Eğilmez
Eray Mutlu Eğilmez (* 14. Juli 1976 in Aydın, Türkei) ist ein deutscher Schauspieler, Sprecher und Bühnendarsteller türkischer Herkunft. Er ist auch unter dem Namen Eray von Egilmez bekannt.

## Leben
Im Jahr seiner Geburt zogen Eray Eğilmez’ Eltern mit ihm nach Duisburg, wo er bis zu seinem 12. Lebensjahr aufwuchs. 1988 zog die Familie nach Berlin. Eğilmez machte sein Abitur an der Luise-Henriette Oberschule in Berlin-Tempelhof und schloss vorzeitig 2003 sein Studium an der Hochschule für Musik und Theater Hamburg ab.
Sein erstes Engagement hatte Egilmez am Berliner Ensemble, wo er mit Claus Peymann und Robert Wilson arbeitete. 2004 gehörte er zum Hauptcast der Sat.1-Comedy Happy Friday, wo er unter anderem neben Martina Hill im Ensemble spielte.
Es folgten weitere Auftritte im Fernsehen, unter anderem in Serien wie Tatort – Querschläger als Jimmy Aksoy neben Milan Peschel, Wendehammer, Helen Dorn, SOKO Leipzig, Einfach Nina oder Dogs of Berlin.
Von 2006 bis 2010 war er Teil der Blue Man Group, wofür er eigens in Berlin trommeln lernte und dann in New York in der Show spielte. Vier Jahre spielte er als Blue Man in New York, Berlin, Stuttgart, Stockholm und Wien.
2011 spielte er in dem Spielfilm 5 Jahre Leben mit, über das Leben des zu Unrecht in Guantanamo inhaftierten Murat Kurnaz. Danach folgten der Spielfilm Ummah – Unter Freunden von Cüneyt Kaya, zusammen mit Frederick Lau und Kida Ramadan, sowie weitere Kurz- und Spielfilme. Er war unter anderem in einer Folge der erfolgreichen Showtime-Serie Homeland (2015) mit Claire Danes zu sehen, 2017 im Kinofilm Unter deutschen Betten und 2018 in 6 Folgen der Netflix-Serie Dogs of Berlin.
2019 spielte Egilmez am Schauspiel Frankfurt unter der Regie von David Bösch in der deutschen Uraufführung The Nation von Eric de Vroedt.
Seit 2021 spricht er auch Hörbücher ein u. a. den erfolgreichen Roman Vatermal von Necati Öziri, welches auf der Shortlist des Deutschen Buchpreises 2023 stand.

## Filmografie

### Kino
- 2011: 5 Jahre Leben
- 2012: Saturntage (Kurzfilm)
- 2012: Ummah – Unter Freunden
- 2013: Big Business – Außer Spesen nichts gewesen
- 2015: Tschiller: Off Duty
- 2015: Two Strong (Kurzfilm)
- 2017: Unter deutschen Betten (Kinofilm)
- 2018: Kill Me Today, Tomorrow I’m Sick! (Kinofilm)[3]
- 2023: Yellow Letters (Kinofilm)

### Fernsehen
- 1999: Herzschlag – Das Ärzteteam Nord
- 2000: Ein starkes Team
- 2003: Happy Friday
- 2003: Wolffs Revier
- 2005: Der Ermittler
- 2005: Tatort – Im Alleingang
- 2007: Auftrag Schutzengel
- 2007: Der Kriminalist
- 2007: Niete zieht Hauptgewinn
- 2007: Notruf Hafenkante
- 2010: SOKO Leipzig
- 2011–2013: Die Lotto Könige (Fernsehserie, 13 Folgen)
- 2015: Die Informantin
- 2015: Homeland
- 2015, 2023: SOKO Leipzig
- 2017: Tatort – Sturm
- 2017: Counterpart
- 2017: Dark (Netflix-Serie)
- 2018: Dschermeni
- 2018: Die Protokollantin
- 2018: Dogs of Berlin (Netflix-Serie)
- 2019: Jerks. (3. Staffel)
- 2019: Tatort – Querschläger
- 2019: Der Kriminalist – Spieglein Spieglein
- 2020: Neben der Spur – Erlöse mich
- 2021: Tatort – Murot und das Prinzip Hoffnung
- 2022: Wendehammer (Fernsehserie, 6 Folgen)
- 2022: Ein starkes Team: Die letzte Runde
- 2022: Muspilli
- 2022: Die Kanzlei (Fernsehserie, 2 Folgen)
- 2022: SOKO Potsdam (Fernsehserie, Folge Wer einmal lügt)
- 2022: SOKO Leipzig (Fernsehserie, Folge Tödliches Schweigen)
- 2023: Wendehammer (Fernsehserie 2. Staffel, 6 Folgen)
- 2023: Einfach Nina (Fernsehfilm)
- 2023: Helen Dorn (Fernsehreihe, Kleiner Bruder)
- 2023: Die Jägerin (Fernsehreihe, Riskante Sicherheit)
- 2023: In aller Freundschaft – Die jungen Ärzte (Fernsehserie, Folge Kopfgewitter)
- 2023: Helen Dorn: Der kleine Bruder
- 2024: Informant – Angst über der Stadt (Fernsehserie)

### Hörbücher
- 2021: Hawaii (von Cihan Acar)
- 2022: Der Anwalt des Bösen (von Mustafa Kaplan)
- 2023: Vatermal (von Necati Öziri)
- 2023: Natürlich kann man hier nicht leben (von Özge Inan)